# World RX de Suecia 2015
El World RX de Suecia 2015, oficialmente Volkswagen Rallycross of Sweden fue la sexta prueba de la Temporada 2015 del Campeonato Mundial de Rallycross. Se celebró del 4 al 5 de julio de 2015 en el Höljesbanan en Höljes, Värmland, Suecia.
La prueba fue ganada por Mattias Ekström quien consiguió su primera victoria de la temporada a bordo de su Audi S1, Timmy Hansen término en segundo lugar en su Peugeot 208 y Andreas Bakkerud finalizó tercero con su Ford Fiesta ST.
En RX Lites, el noruego Thomas Bryntesson consiguió su primera victoria en la temporada, fue acompañado en el podio por los suecos Kevin Hansen y Kevin Eriksson.

## Supercar

### Series
| Pos.            | No. | Piloto                | Equipo                          | Auto                | H1   | H2   | H3   | H4   | Pts |
| --------------- | --- | --------------------- | ------------------------------- | ------------------- | ---- | ---- | ---- | ---- | --- |
| 1               | 1   | Petter Solberg        | SDRX                            | Citroën DS3         | 4º   | 6º   | 1º   | 1º   | 16  |
| 2               | 13  | Andreas Bakkerud      | Olsbergs MSE                    | Ford Fiesta ST      | 6º   | 1º   | 2º   | 3º   | 15  |
| 3               | 21  | Timmy Hansen          | Team Peugeot-Hansen             | Peugeot 208         | 1º   | 4º   | 4º   | 8º   | 14  |
| 4               | 10  | Mattias Ekström       | EKS RX                          | Audi S1             | 2º   | 11º  | 5º   | 2º   | 13  |
| 5               | 15  | Reinis Nitišs         | Olsbergs MSE                    | Ford Fiesta ST      | 7º   | 2º   | 9º   | 7º   | 12  |
| 6               | 3   | Johan Kristoffersson  | Volkswagen Team Sweden          | Volkswagen Polo     | 3º   | 21º  | 3º   | 10º  | 11  |
| 7               | 17  | Davy Jeanney          | Team Peugeot-Hansen             | Peugeot 208         | 23º  | 3º   | 7º   | 4º   | 10  |
| 8               | 52  | Ole Christian Veiby   | Volkswagen Team Sweden          | Volkswagen Polo     | 9º   | 5º   | 13º  | 11º  | 9   |
| 9               | 90  | Eric Färén            | Hansen Talent Development       | Peugeot 208         | 5º   | 14º  | 14º  | 9º   | 8   |
| 10              | 42  | Timur Timerzyanov     | Namus OMSE                      | Ford Fiesta ST      | 8º   | 10º  | 6º   | 20º  | 7   |
| 11              | 24  | Tommy Rustad          | HTB Racing-Marklund Motorsport  | Volkswagen Polo     | 10º  | 12º  | 18º  | 5º   | 6   |
| 12              | 57  | Toomas Heikkinen      | Marklund Motorsport             | Volkswagen Polo     | 21º  | 9º   | 11º  | 6º   | 5   |
| 13              | 7   | Manfred Stohl         | World RX Team Austria           | Ford Fiesta         | 11º  | 13º  | 8º   | 19º  | 4   |
| 14              | 33  | Liam Doran            | SDRX                            | Citroën DS3         | 12º  | 7º   | 15º  | 25º  | 3   |
| 15              | 23  | Stig-Olov Walfridson  | Helmia Motorsport               | Renault Clio        | 16º  | 18º  | 17º  | 12º  | 2   |
| 16              | 45  | Per-Gunnar Andersson  | Marklund Motorsport             | Volkswagen Polo     | DNF  | 8º   | 10º  | 13º  | 1   |
| 17              | 29  | Niclas Grönholm       | Niclas Grönholm                 | Ford Fiesta         | 19º  | 20º  | 16º  | 18º  |     |
| 18              | 87  | Jean-Baptiste Dubourg | Jean-Baptiste Dubourg           | Citroën C4          | 14º  | 19º  | 19º  | 21º  |     |
| 19              | 53  | Daniel Holten         | Eklund Motorsport               | Volkswagen Beetle   | 17º  | 16º  | 28º  | 14º  |     |
| 20              | 55  | Alx Danielsson        | All-Inkl.com Münnich Motorsport | Audi S3             | 18º  | 25º  | 21º  | 17º  |     |
| 21              | 99  | Tord Linnerud         | Volkswagen Team Sweden          | Volkswagen Polo     | 28º  | 31.º | 12º  | 15º  |     |
| 22              | 28  | Alexander Hvaal       | JC Raceteknik                   | Citroën DS3         | 15º  | 15º  | 20º  | DNF  |     |
| 23              | 14  | Frode Holte           | Frode Holte Motorsport          | Hyundai i20         | 24   | 24º  | DNF  | 16º  |     |
| 24              | 101 | Per Eklund            | Eklund Motorsport               | Saab 9-3            | 26º  | 29º  | 23º  | 22º  |     |
| 25              | 92  | Anton Marklund        | EKS RX                          | Audi S1             | 13º  | 17º  | DNF  | DNS  |     |
| 26              | 102 | Tamas Karai           | Racing-Com                      | Audi A1             | 27º  | 28º  | 22º  | DNF  |     |
| 27              | 77  | René Münnich          | All-Inkl.com Münnich Motorsport | Audi S3             | 30.º | 22.º | 26.º | DNF  |     |
| 28              | 32  | Ole-Kristian Nøttveit | CircleX                         | Volvo C30           | 22º  | 26º  | 24º  | DNS  |     |
| 29              | 30  | Ole Kristian Temte    | Ole Kristian Temte              | Citroën C4          | DNF  | 32º  | 27º  | 23º  |     |
| 30              | 31  | Max Pucher            | World RX Team Austria           | Ford Fiesta         | 29.º | 30.º | DNF  | 24.º |     |
| 31              | 48  | Lukas Walfridson      | Helmia Motorsport               | Renault Clio        | DNF  | 23º  | 25º  | EXC  |     |
| 32              | 47  | Ramona Karlsson       | Ramona RX                       | Volkswagen Scirocco | 31.º | 27º  | DNF  | DNS  |     |
| 33              | 88  | Henning Solberg       | CircleX                         | Ford Focus          | DNF  | DNF  | DNF  | DNF  |     |
| 34              | 4   | Robin Larsson         | Larsson Jernberg Racing Team    | Audi A1             | 20º  | DNS  | DNS  | DNS  |     |
| 35              | 8   | Peter Hedström        | Hedströms Motorsport            | Škoda Fabia         | 25º  | DNS  | DNS  | DNS  |     |
| Reporte Oficial |     |                       |                                 |                     |      |      |      |      |     |

### Semifinales
Semifinal 1
| Pos.            | No. | Piloto         | Equipo                         | Tiempo    | Pts |
| --------------- | --- | -------------- | ------------------------------ | --------- | --- |
| 1               | 21  | Timmy Hansen   | Team Peugeot-Hansen            | 04:26.522 | 6   |
| 2               | 15  | Reinis Nitišs  | Olsbergs MSE                   | +0.935    | 5   |
| 3               | 1   | Petter Solberg | SDRX                           | +1.379    | 4   |
| 4               | 24  | Tommy Rustad   | HTB Racing-Marklund Motorsport | +4.917    | 3   |
| 5               | 90  | Eric Färén     | Hansen Talent Development      | +13.206   | 2   |
| 6               | 17  | Davy Jeanney   | Team Peugeot-Hansen            | +25.752   | 1   |
| Reporte Oficial |     |                |                                |           |     |

Semifinal 2
| Pos.            | No. | Piloto               | Equipo                 | Tiempo    | Pts |
| --------------- | --- | -------------------- | ---------------------- | --------- | --- |
| 1               | 13  | Andreas Bakkerud     | Olsbergs MSE           | 04:28.472 | 6   |
| 2               | 10  | Mattias Ekström      | EKS RX                 | +0.512    | 5   |
| 3               | 57  | Toomas Heikkinen     | Marklund Motorsport    | +2.198    | 4   |
| 4               | 42  | Timur Timerzyanov    | Namus OMSE             | +2.740    | 3   |
| 5               | 52  | Ole Christian Veiby  | Volkswagen Team Sweden | +4.314    | 2   |
| 6               | 3   | Johan Kristoffersson | Volkswagen Team Sweden | +17.660   | 1   |
| Reporte Oficial |     |                      |                        |           |     |

### Final
| Pos.            | No. | Piloto           | Equipo              | Tiempo     | Pts |
| --------------- | --- | ---------------- | ------------------- | ---------- | --- |
| 1               | 10  | Mattias Ekström  | EKS RX              | 04:28.114  | 8   |
| 2               | 21  | Timmy Hansen†    | Team Peugeot-Hansen | +1.698     | 5   |
| 3               | 13  | Andreas Bakkerud | Olsbergs MSE        | +1.817     | 4   |
| 4               | 57  | Toomas Heikkinen | Marklund Motorsport | +4.393     | 3   |
| 5               | 15  | Reinis Nitišs    | Olsbergs MSE        | +9.973     | 2   |
| 6               | 1   | Petter Solberg   | SDRX                | +2 Vueltas | 1   |
| Reporte Oficial |     |                  |                     |            |     |

† Timmy Hansen recibió una penalización de 2 segundos por exceder los límites de la pista.

## RX Lites

### Series
| Pos.            | No. | Piloto               | Equipo                              | H1  | H2  | H3  | H4  | Pts |
| --------------- | --- | -------------------- | ----------------------------------- | --- | --- | --- | --- | --- |
| 1               | 52  | Simon Olofsson       | Simon Olofsson                      | 7º  | 6º  | 1º  | 3º  | 16  |
| 2               | 89  | Andreas Wernersson   | Olsbergs MSE                        | 3º  | 2º  | 5º  | 4º  | 15  |
| 3               | 71  | Kevin Hansen         | Peugeot Red Bull Hansen Junior Team | 1º  | 11º | 3º  | 7º  | 14  |
| 4               | 16  | Thomas Bryntesson    | TBRX                                | 4º  | 15º | 2º  | 2º  | 13  |
| 5               | 47  | Alexander Westlund   | Alexander Westlund                  | 6º  | 8º  | 8º  | 5º  | 12  |
| 6               | 99  | Joachim Hvaal        | JC Raceteknik                       | 10º | 7º  | 4º  | 6º  | 11  |
| 7               | 8   | Simon Wago Syversen  | SET Promotion                       | 5º  | 4º  | 10º | 8º  | 10  |
| 8               | 39  | Kevin Eriksson       | Olsbergs MSE                        | 2º  | 1º  | EXC | 1º  | 9   |
| 9               | 3   | Per Björnson         | JC Raceteknik                       | 8º  | 9º  | 7º  | 11º | 8   |
| 10              | 51  | Sandra Hultgren      | Olsbergs MSE                        | 11º | 10º | 9º  | 9º  | 7   |
| 11              | 77  | Tobias Brink         | Tobias Brink                        | 12º | 3º  | DNF | 10º | 6   |
| 12              | 56  | Thomas Holmen        | Thomas Holmen                       | 14º | 5º  | 11º | 13º | 5   |
| 13              | 21  | Andreas Persson      | Helmia Motorsport                   | 9º  | 13º | 6º  | DNF | 4   |
| 14              | 73  | Jonathan Walfridsson | Helmia Motorsport                   | 13º | 14º | 12º | 14º | 3   |
| 15              | 95  | Ada-Marie Hvaal      | JC Raceteknik                       | 15º | 12º | DNF | 12º | 2   |
| Reporte Oficial |     |                      |                                     |     |     |     |     |     |

### Semifinales
Semifinal 1
| Pos.            | No. | Piloto              | Equipo                              | Tiempo     | Pts |
| --------------- | --- | ------------------- | ----------------------------------- | ---------- | --- |
| 1               | 52  | Simon Olofsson      | Simon Olofsson                      | 04:46.697  | 6   |
| 2               | 71  | Kevin Hansen        | Peugeot Red Bull Hansen Junior Team | +0.594     | 5   |
| 3               | 47  | Alexander Westlund  | Alexander Westlund                  | +6.501     | 4   |
| 4               | 3   | Per Björnson        | JC Raceteknik                       | +7.993     | 3   |
| 5               | 77  | Tobias Brink        | Tobias Brink                        | +2 Vueltas | 2   |
| 6               | 8   | Simon Wago Syversen | SET Promotion                       | +5 Vueltas | 1   |
| Reporte Oficial |     |                     |                                     |            |     |

Semifinal 2
| Pos.            | No. | Piloto             | Equipo        | Tiempo    | Pts |
| --------------- | --- | ------------------ | ------------- | --------- | --- |
| 1               | 16  | Thomas Bryntesson  | TBRX          | 04:41.661 | 6   |
| 2               | 39  | Kevin Eriksson     | Olsbergs MSE  | +1.003    | 5   |
| 3               | 89  | Andreas Wernersson | Olsbergs MSE  | +2.195    | 4   |
| 4               | 51  | Sandra Hultgren    | Olsbergs MSE  | +8.115    | 3   |
| 5               | 56  | Thomas Holmen      | Thomas Holmen | +10.733   | 2   |
| 6               | 99  | Joachim Hvaal      | JC Raceteknik | +13.133   | 1   |
| Reporte Oficial |     |                    |               |           |     |

### Final
| Pos.            | No. | Piloto             | Equipo                              | Tiempo    | Pts |
| --------------- | --- | ------------------ | ----------------------------------- | --------- | --- |
| 1               | 16  | Thomas Bryntesson  | TBRX                                | 04:42.552 | 8   |
| 2               | 71  | Kevin Hansen       | Peugeot Red Bull Hansen Junior Team | +0.448    | 5   |
| 3               | 39  | Kevin Eriksson     | Olsbergs MSE                        | +1.974    | 4   |
| 4               | 89  | Andreas Wernersson | Olsbergs MSE                        | +2.734    | 3   |
| 5               | 52  | Simon Olofsson     | Simon Olofsson                      | +4.815    | 2   |
| 6               | 47  | Alexander Westlund | Alexander Westlund                  | +6.495    | 1   |
| Reporte Oficial |     |                    |                                     |           |     |

## Campeonato tras la prueba
| Pos. | Driver               | Points |
| ---- | -------------------- | ------ |
| 1    | Petter Solberg       | 159    |
| 2    | Johan Kristoffersson | 115    |
| 3    | Andreas Bakkerud     | 113    |
| 4    | Timmy Hansen         | 104    |
| 5    | Reinis Nitišs        | 96     |

| Pos | Piloto            | Pts | Dif |
| --- | ----------------- | --- | --- |
| 1   | Kevin Hansen      | 79  |     |
| 2   | Kevin Eriksson    | 73  | +6  |
| 3   | Simon Olofsson    | 53  | +26 |
| 4   | Thomas Bryntesson | 52  | +27 |
| 5   | Tobias Brink      | 45  | +34 |

- Nota: Sólo se incluyen las cinco posiciones principales.